# Лангобарди в Італії: місця зосередження влади
Лангобарди в Італії: місця зосередження влади (568–774 рр.) (англ. Longobards in Italy, Places of Power (568–774 A.D.)) — офіційна назва ЮНЕСКО для семи груп історичних будівель, які демонструють досягнення германського племені лангобардів (що дало назву італійському регіону Ломбардія), які оселилися в Італії у VI сторіччі та заснували Лангобардське королівство, яке проіснувало до 774  р.
До групи входять монастирі, церкви та замки, які були включені до Світової спадщини ЮНЕСКО у червні 2011 року як свідчення «великої ролі Лангобардів у духовному та культурному розвитку середньовічного європейського християнства».

## Перелік місць

### Чивідале-дель-Фріулі(провінція Удіне)
Територія Гастальдага та Єпископський комплекс патріарха Каллісто

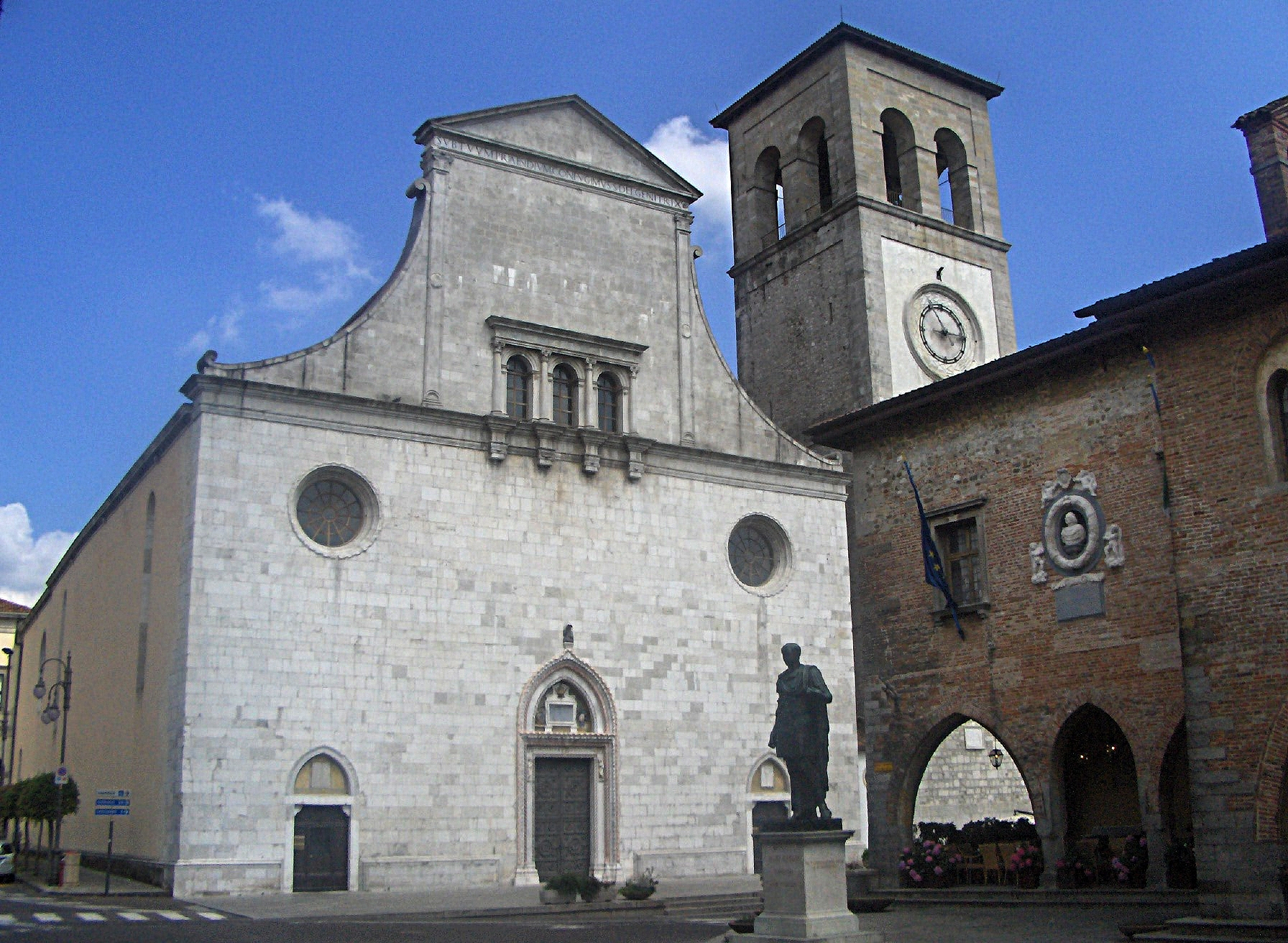
Фасад собору.
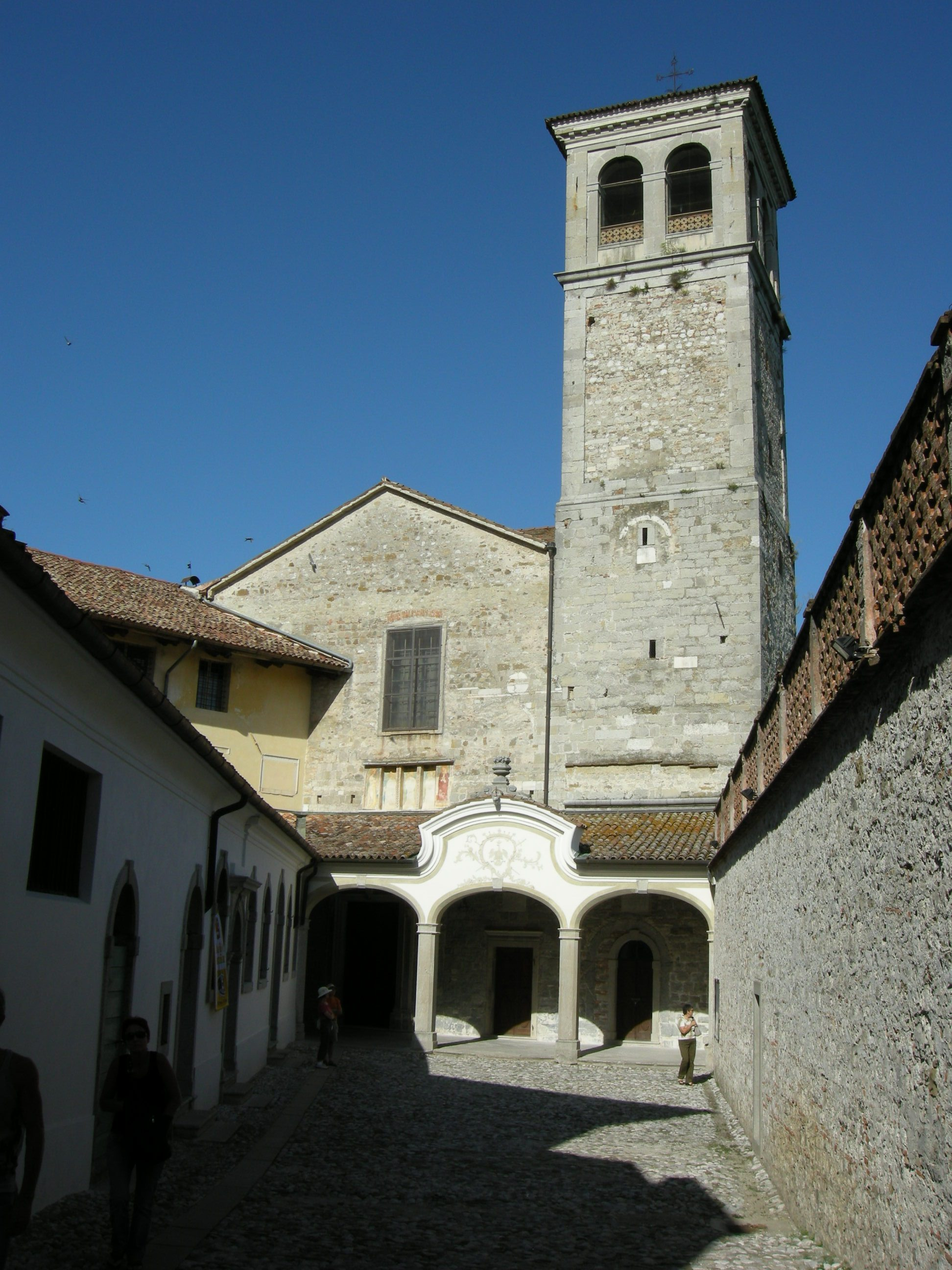
Церква Санта-Марія-ін-Валле на території Гастальдага.
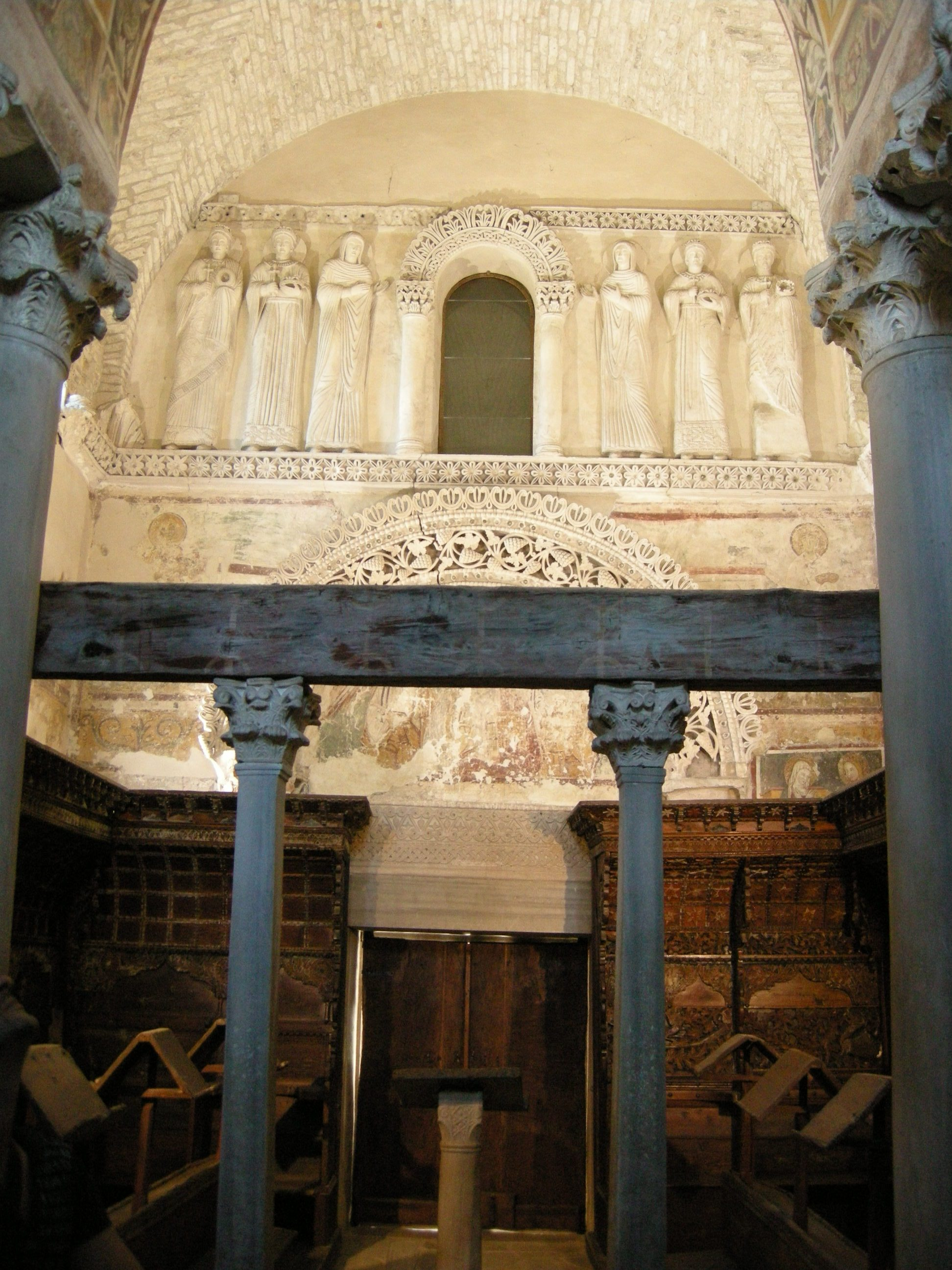
Храм Лангобардів.
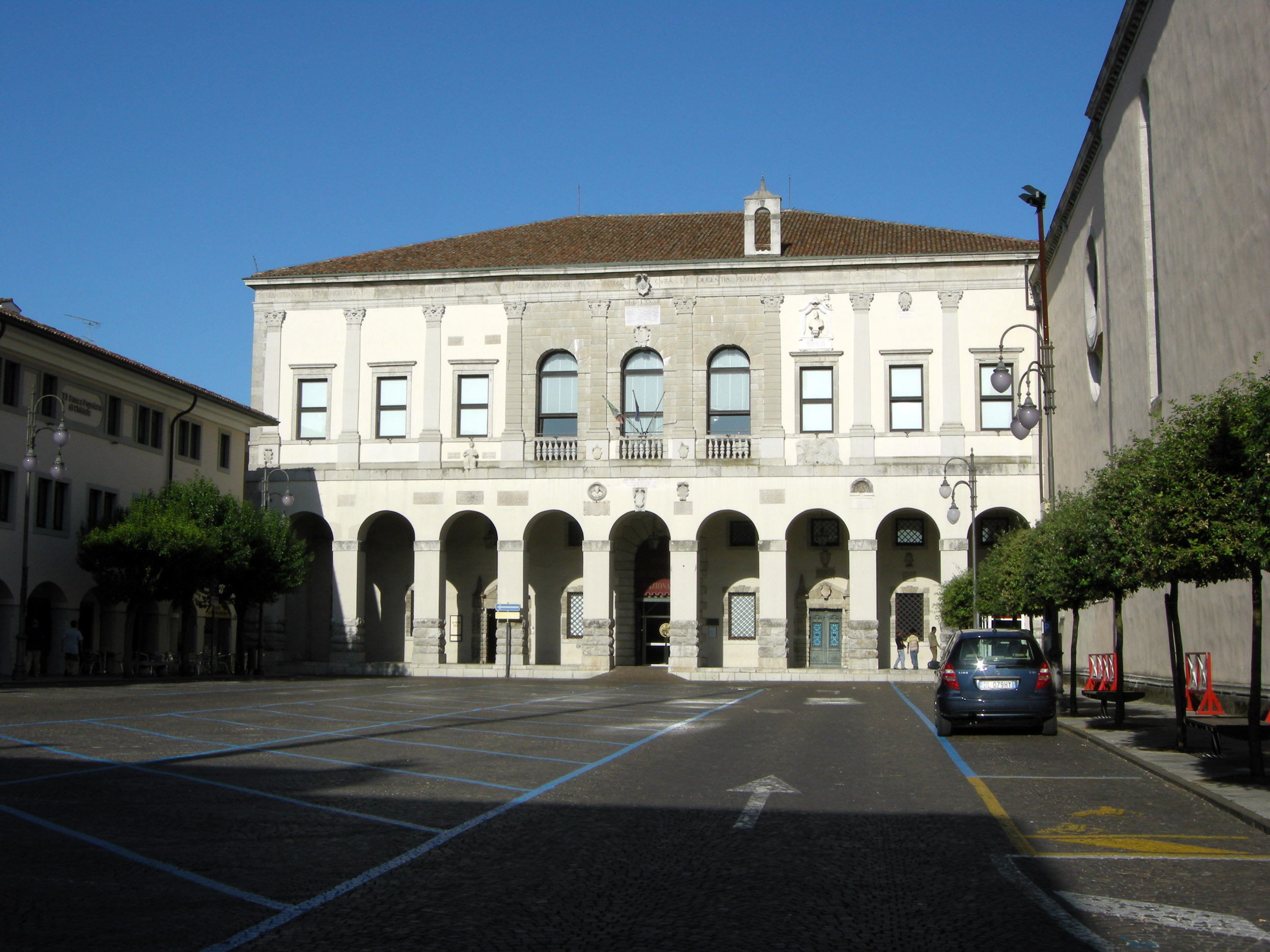
Паладіанський Палац Патріарха в єпископському комплексі.

### Брешія
Територія пам'ятників з монастирським комплексом Сан Сальваторе-Санта Джулія

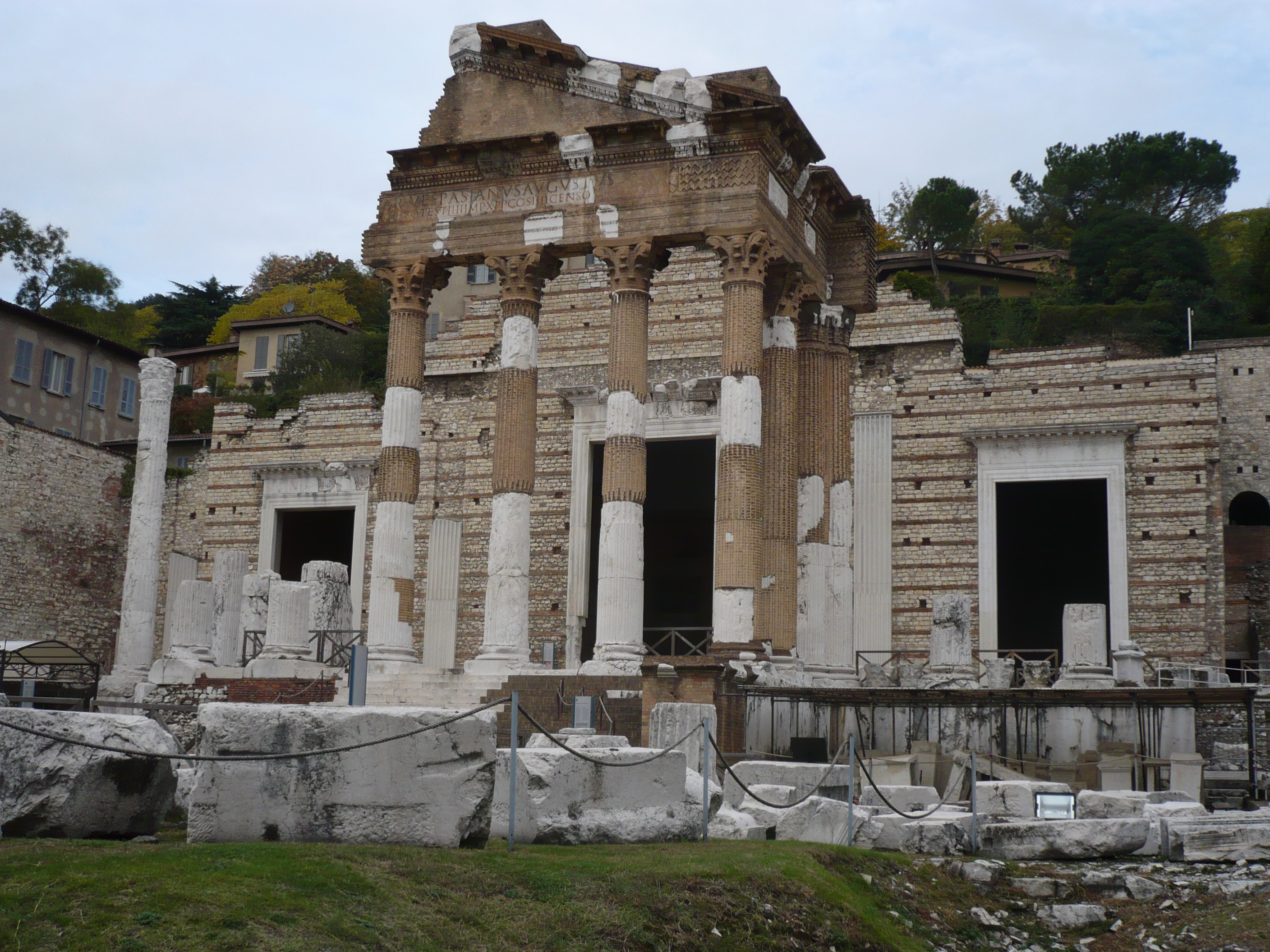
Капітолій території пам'ятників римського форуму.
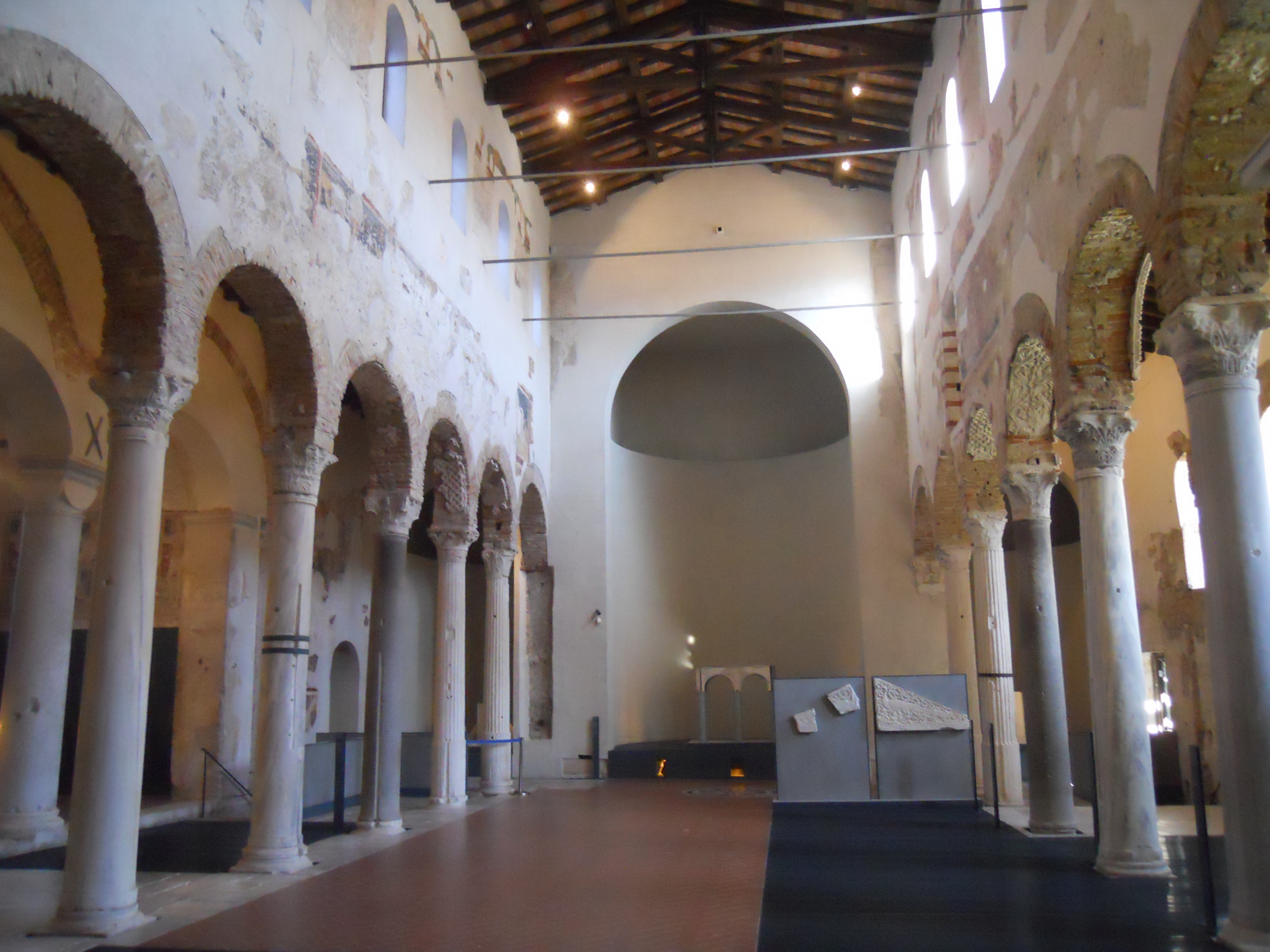
Базиліка Сан-Сальваторе.
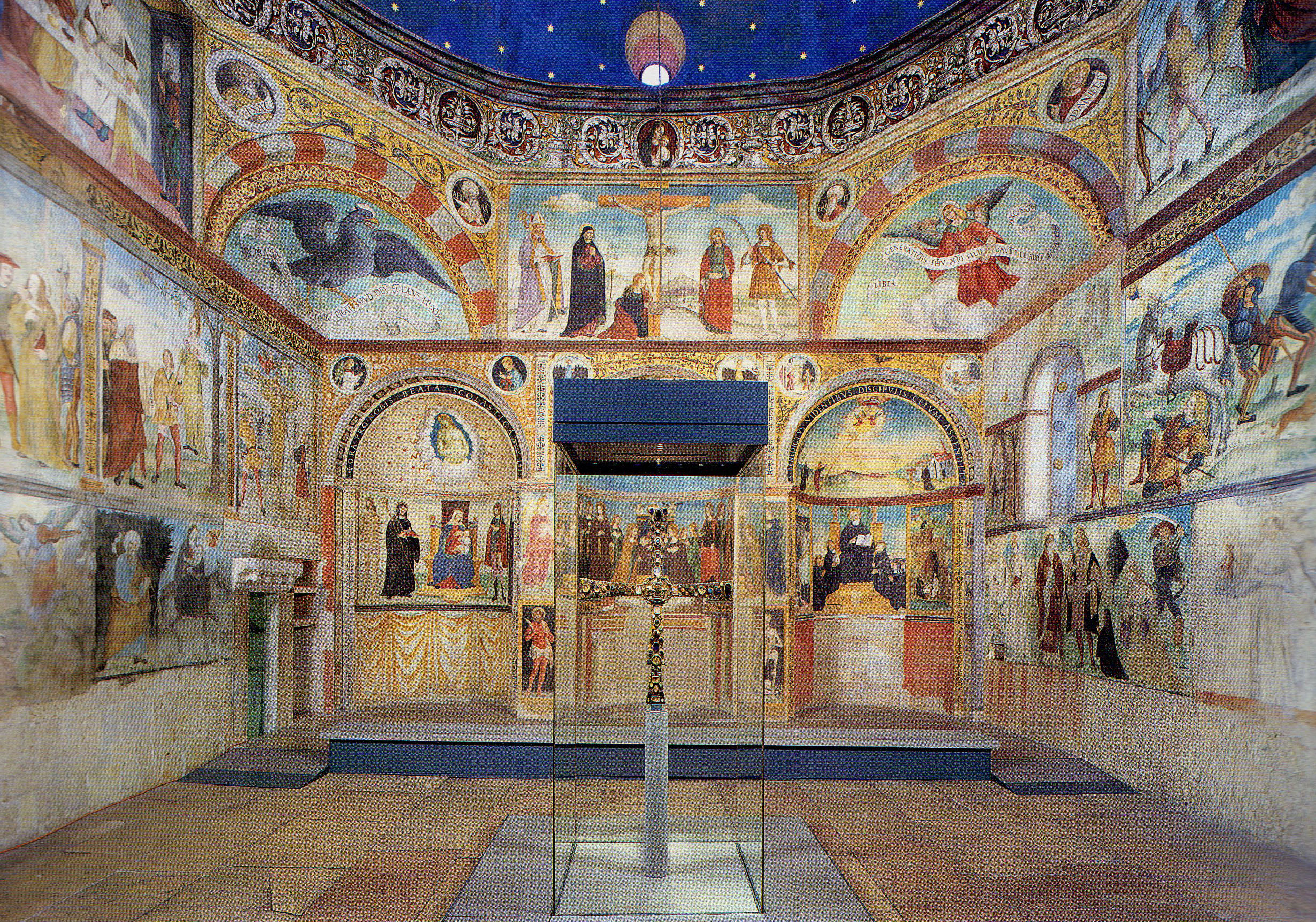
Церква Санта-Марія в Соларіо.
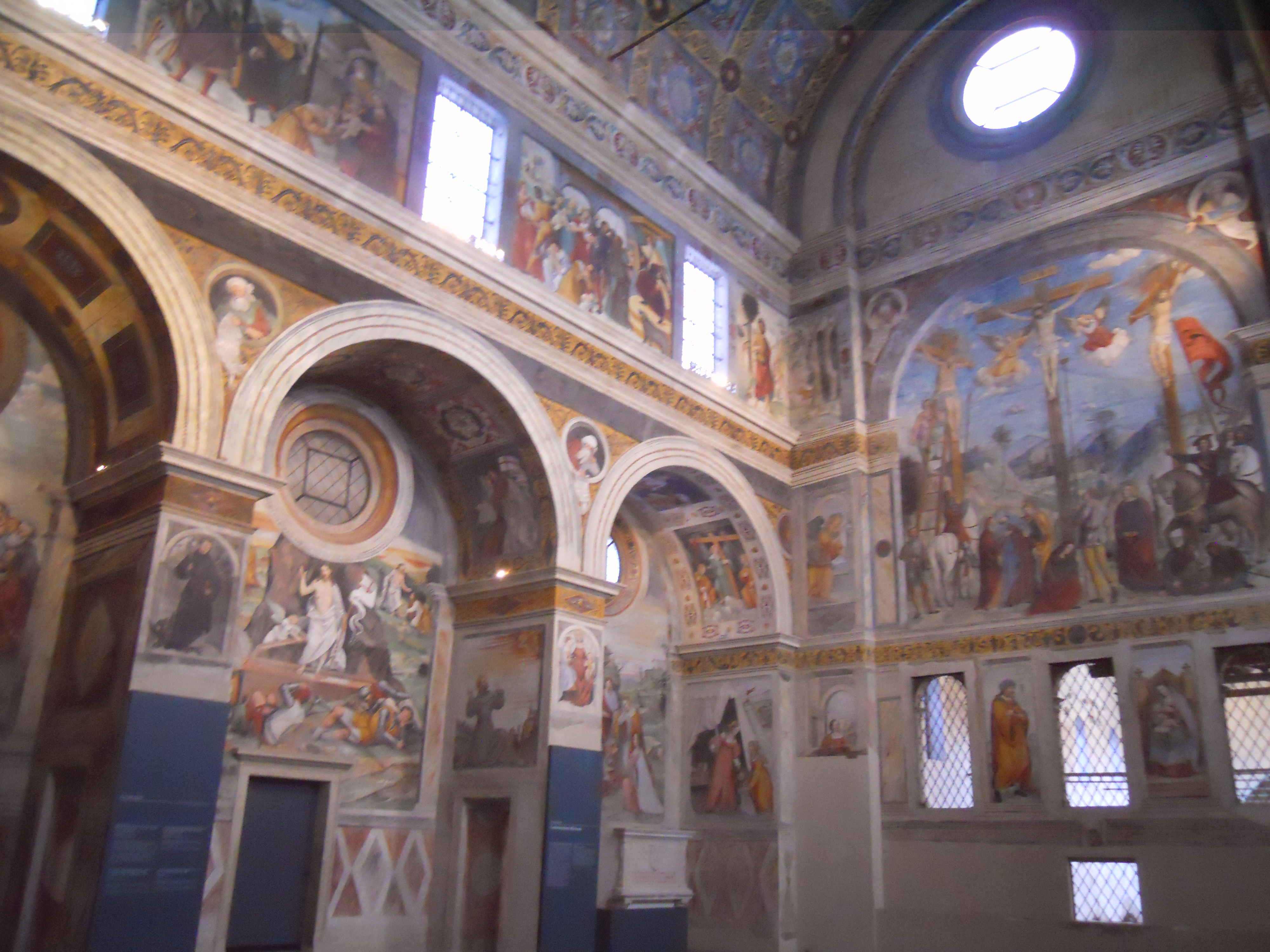
Хори монашок у монастирі Сан Сальваторе-Санта Джулія.

### Кастельсепріо(провінція Варезе)
Археологічний парк Кастельсепріо: фортеця (каструм) з вежею Торба (пізніше частина монастиря Торба) та церква поза стінами, «Церква Санта-Марія-форіс-портас»

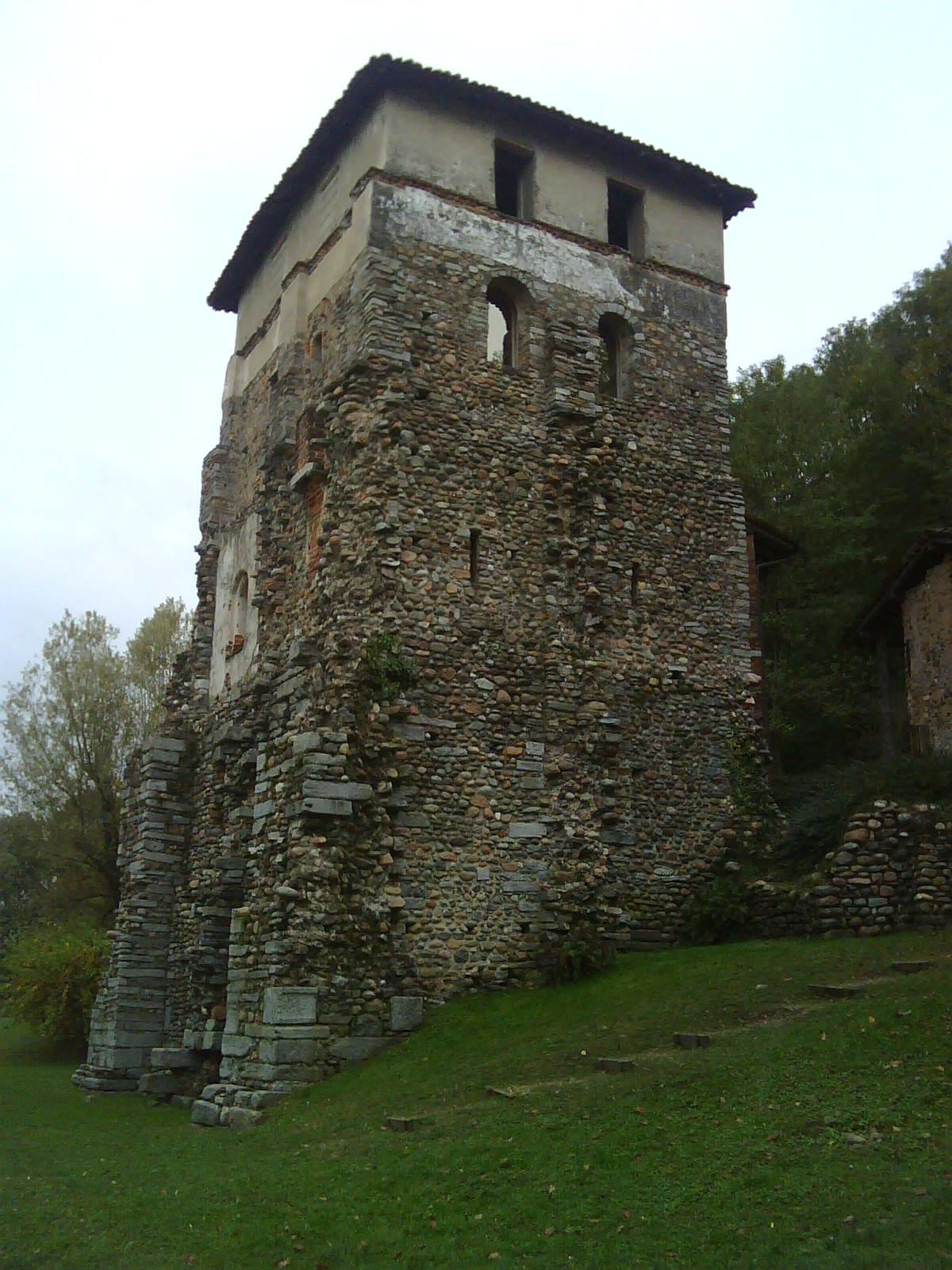
Вежа Торба.
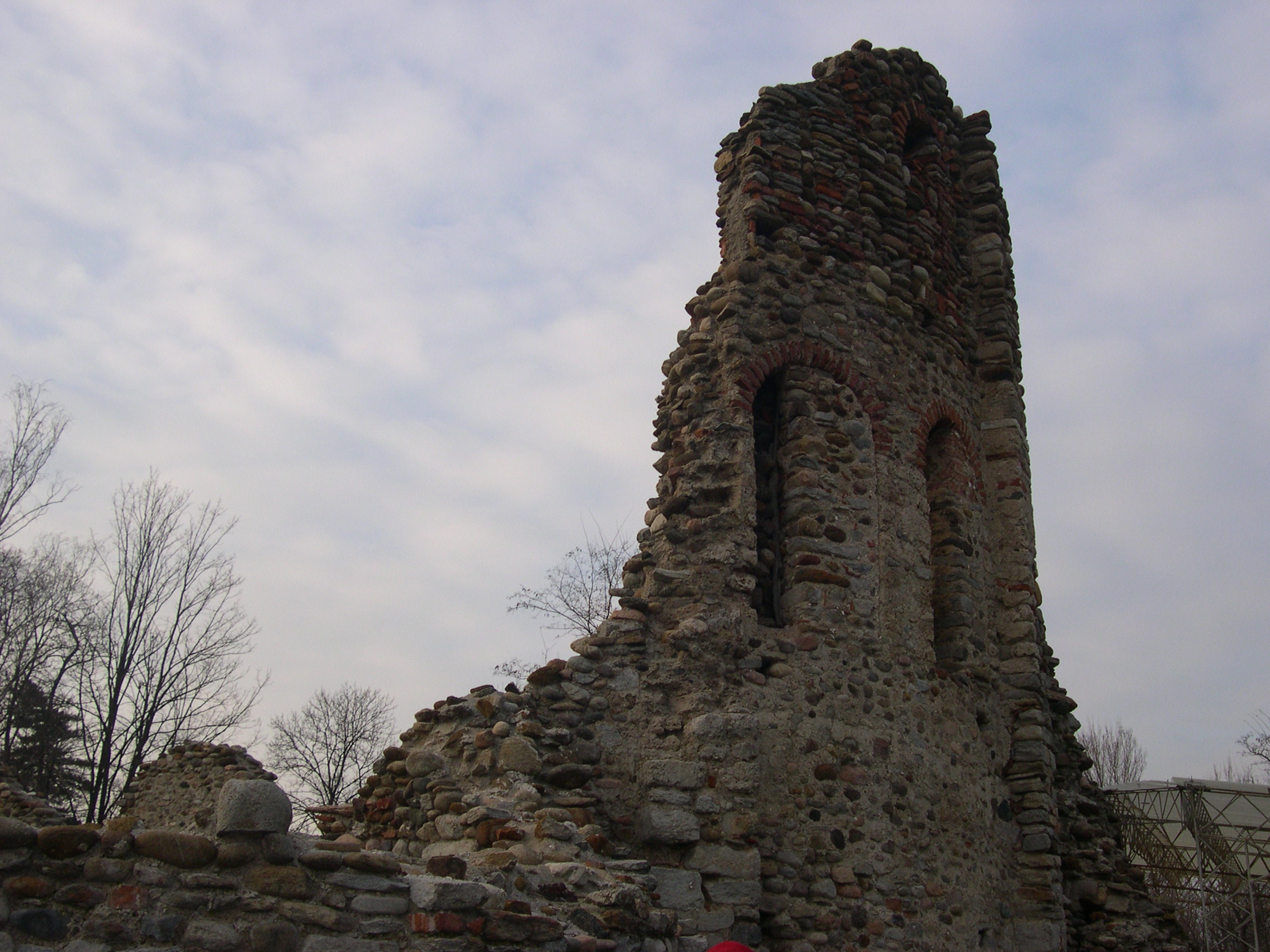
Руїни базиліки Святого Івана Євангеліста.
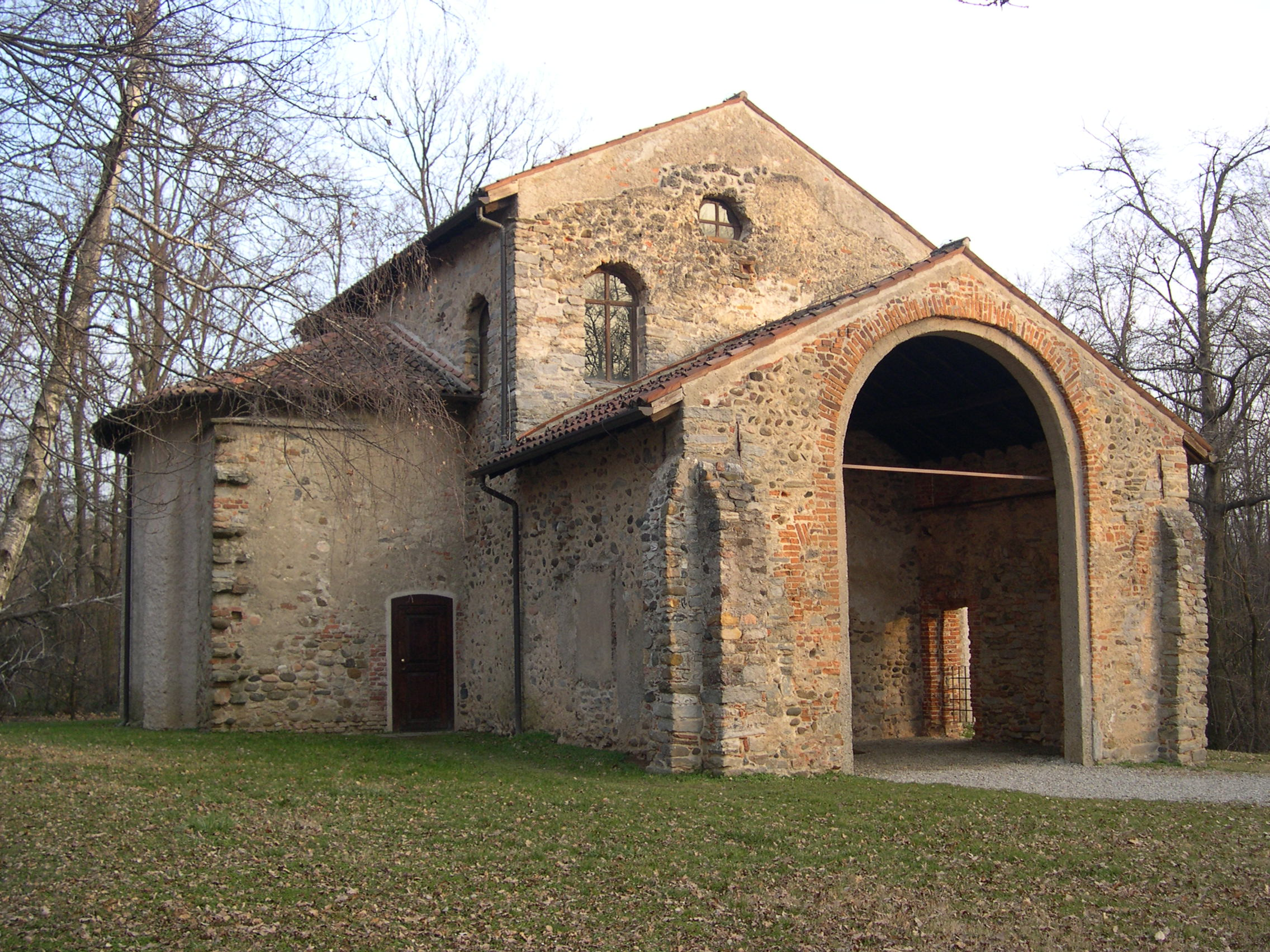
Церква Санта-Марія-форіс-портас.
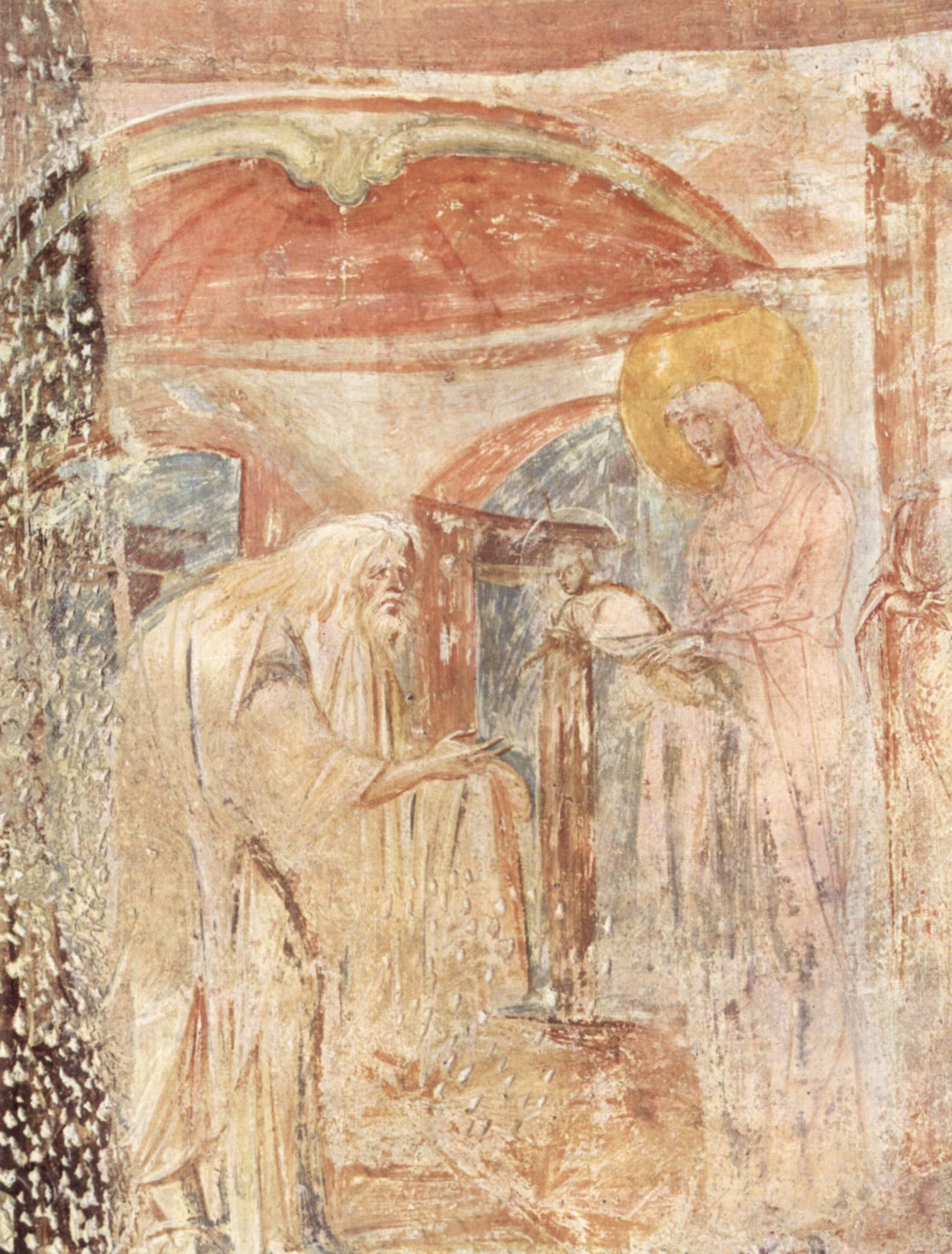
Церква Санта-Марія-форіс-портас, деталь фрески.

### Сполето(провінція Перуджа)
Базиліка Сан-Сальваторе

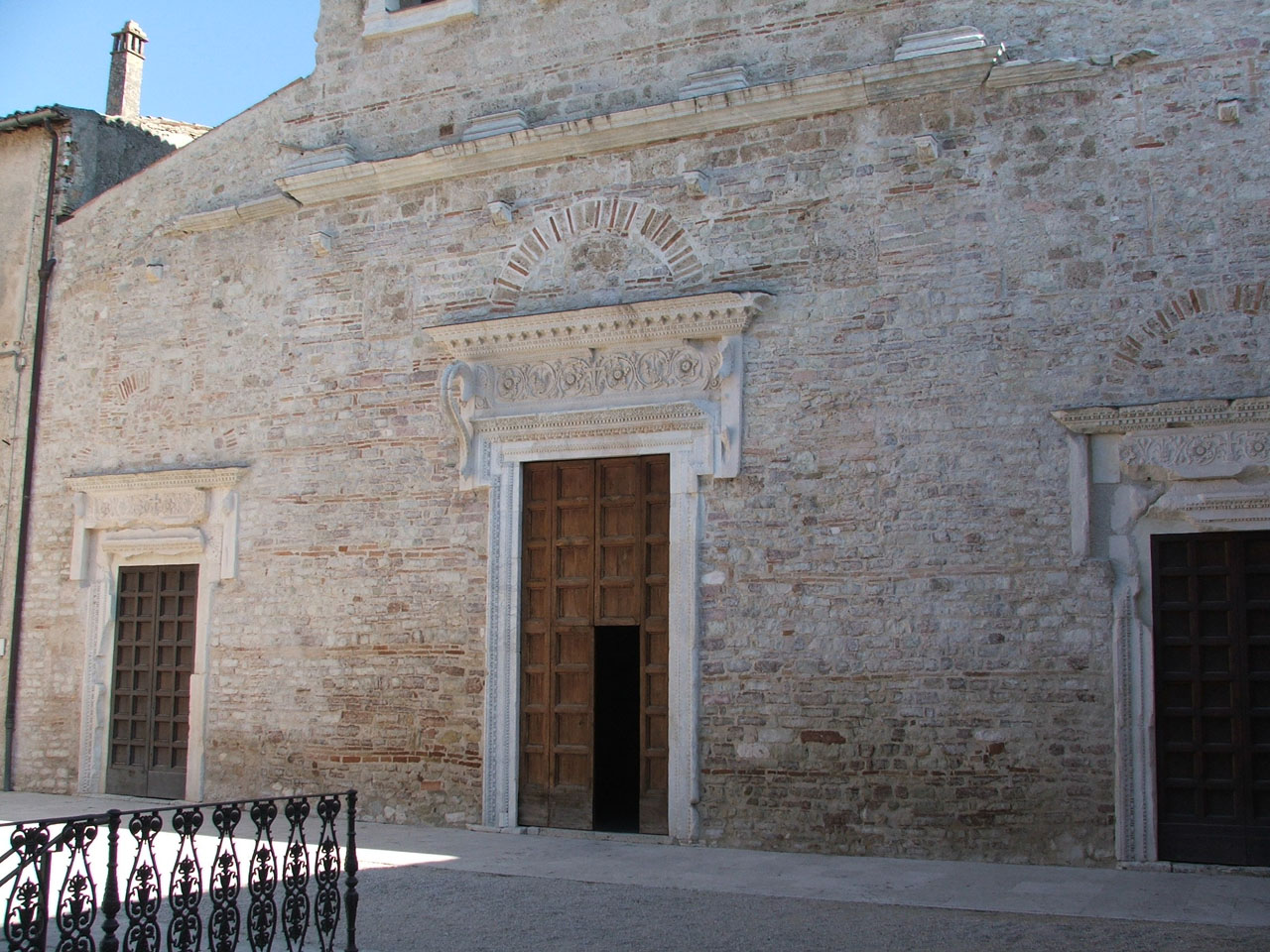
Фасад Базиліки Сан-Сальваторе.
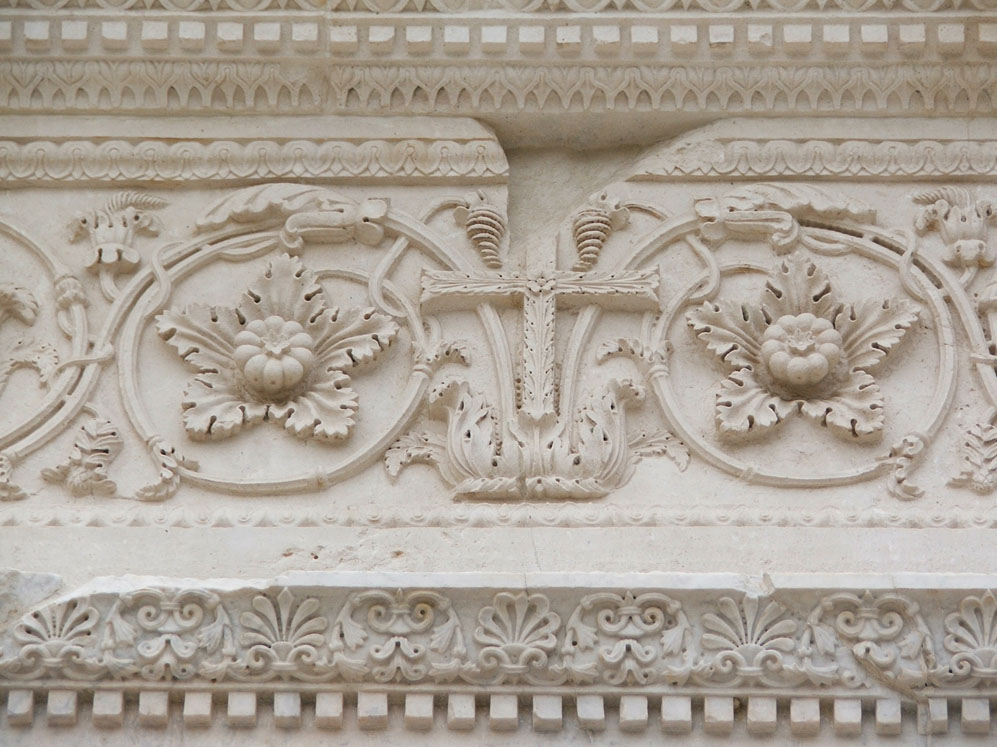
Деталь порталу.
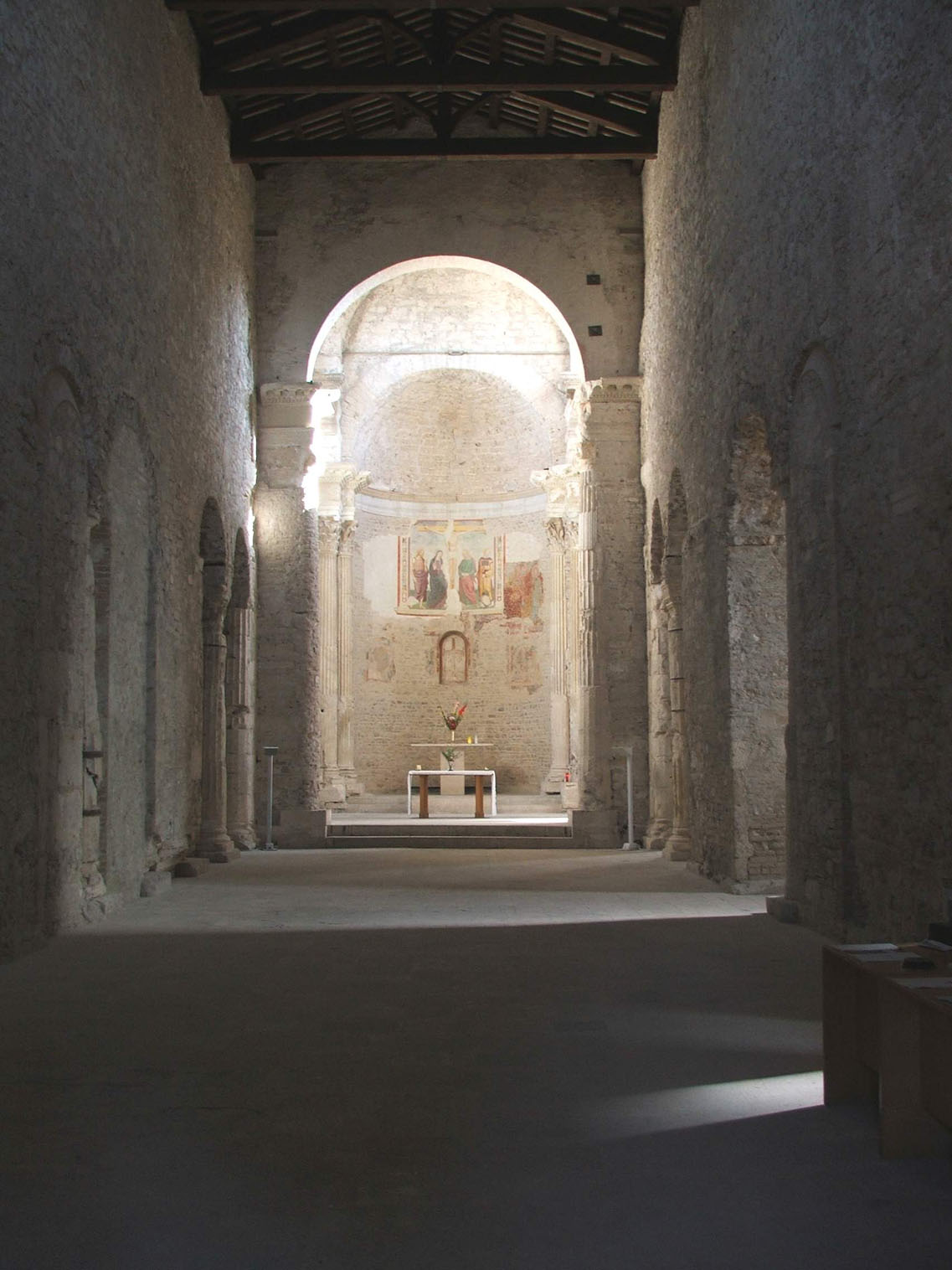
Інтер'єр базиліки.
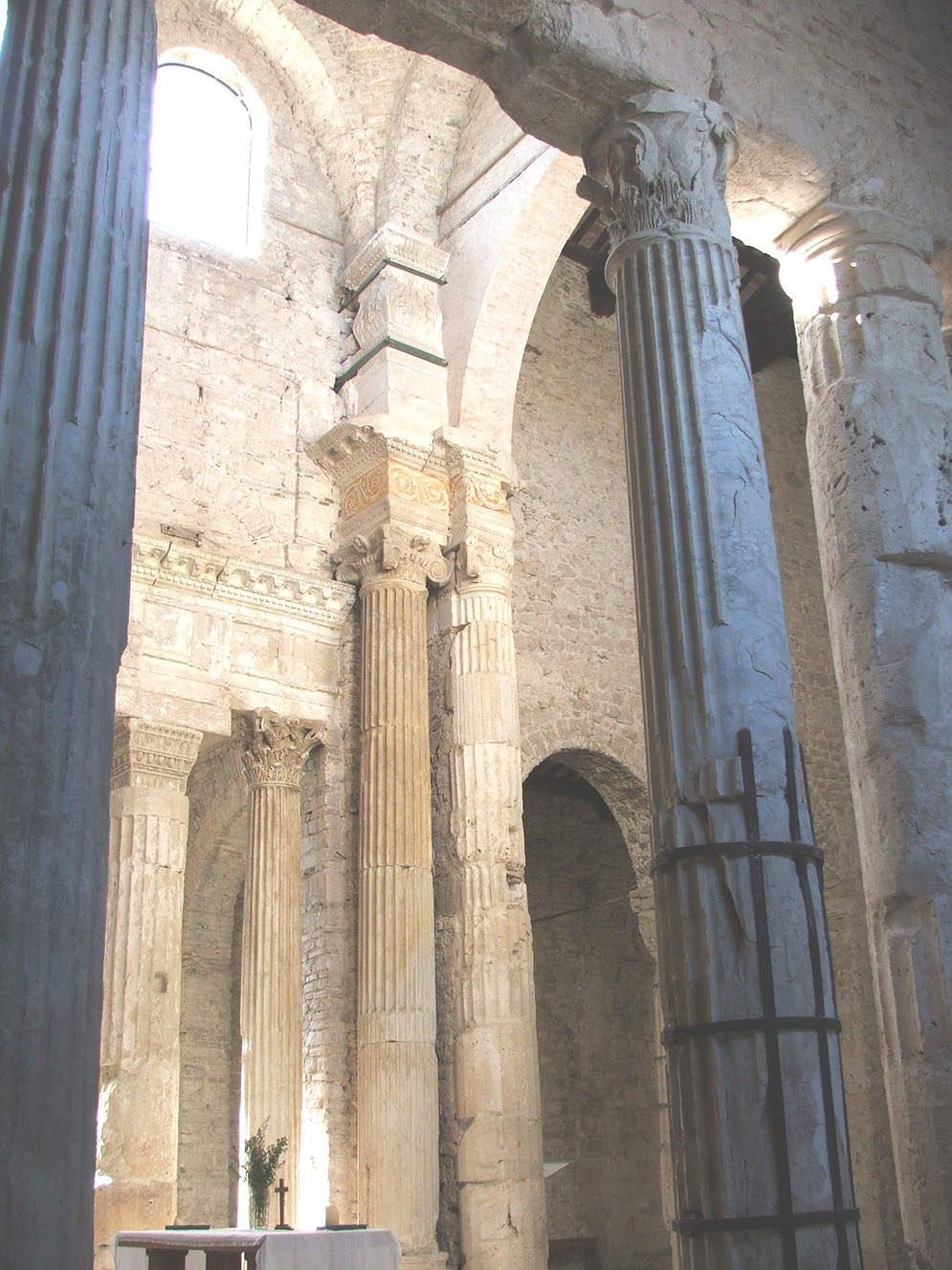
Пресбітерій.

### Кампелло-суль-Клітунно(провінція Перуджа)
Храм Клітунно

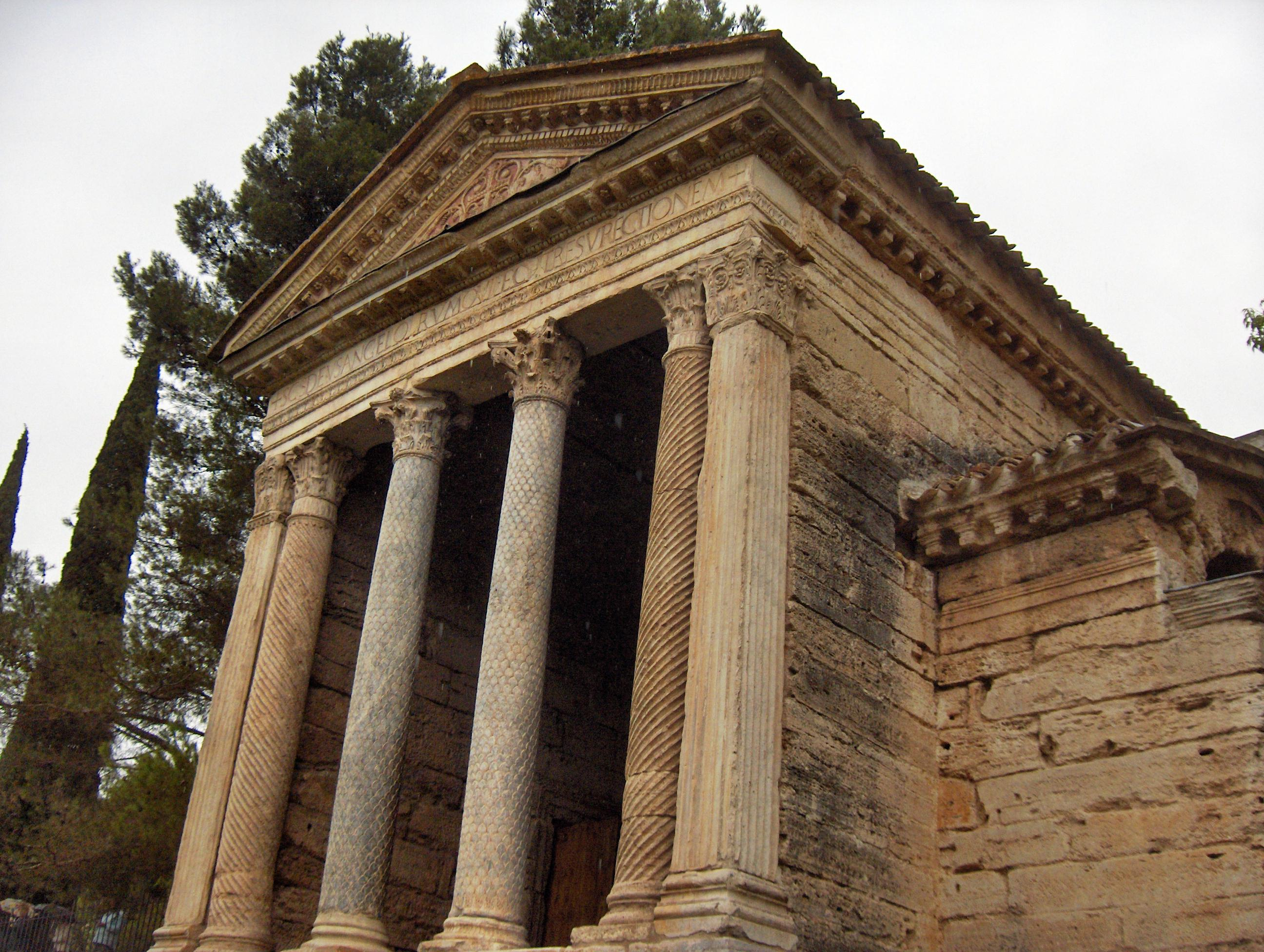
Фасад храму Клітунно.
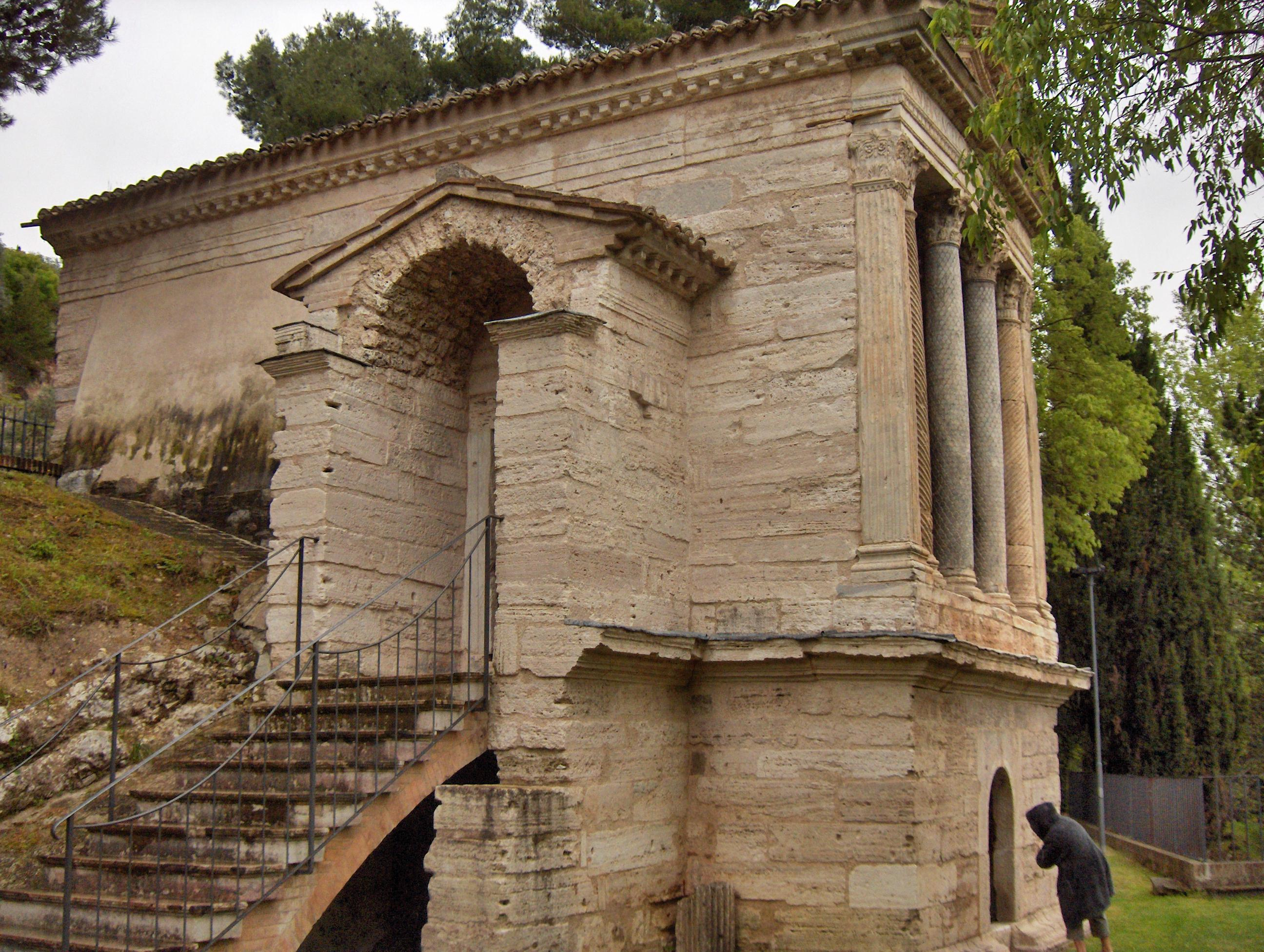
Вид ззаду на храм.
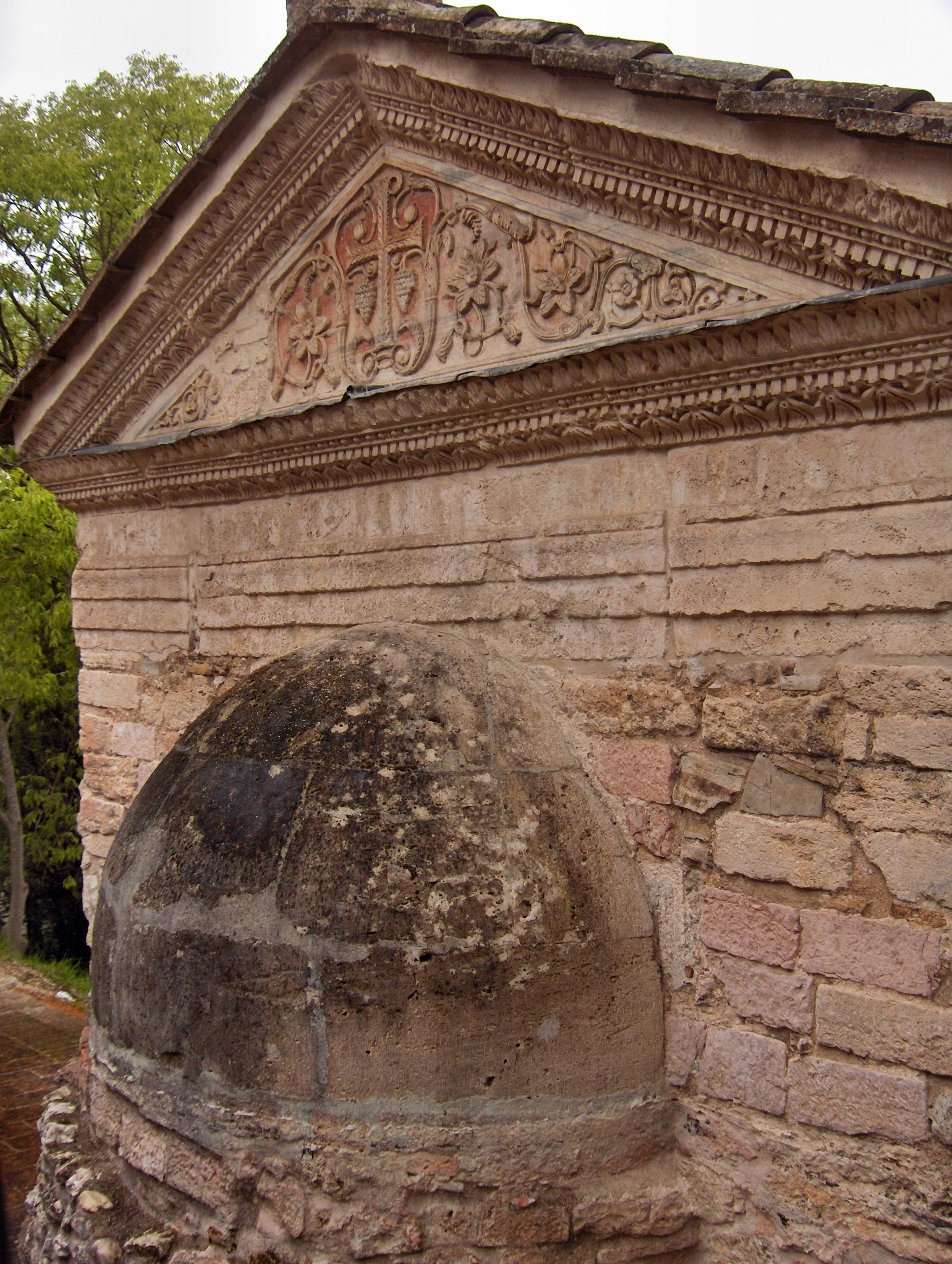
Зовнішній вид на апсиду.
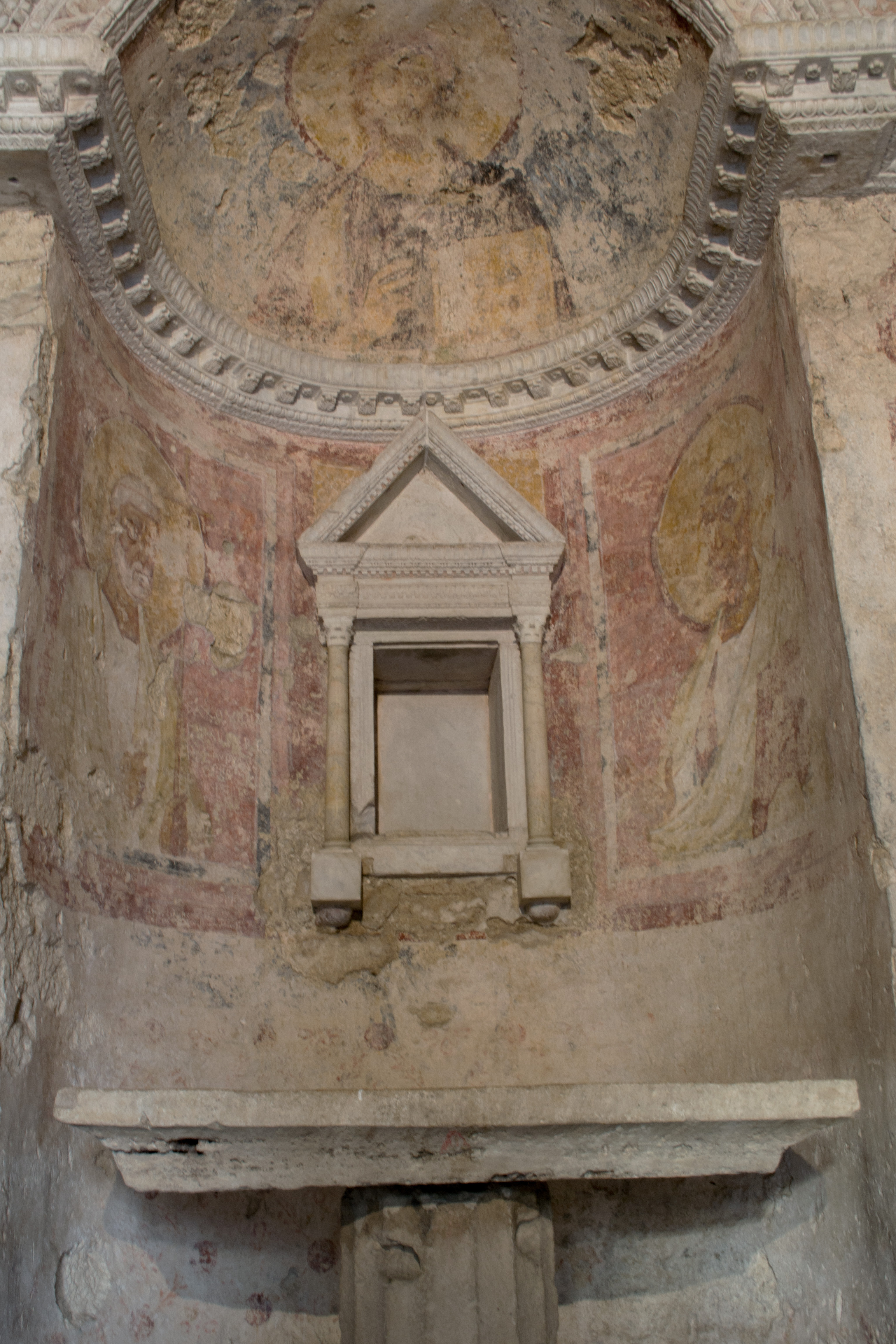
Внутрішній вид на апсиду.

### Беневенто
Комплекс церкви Санта-Софія

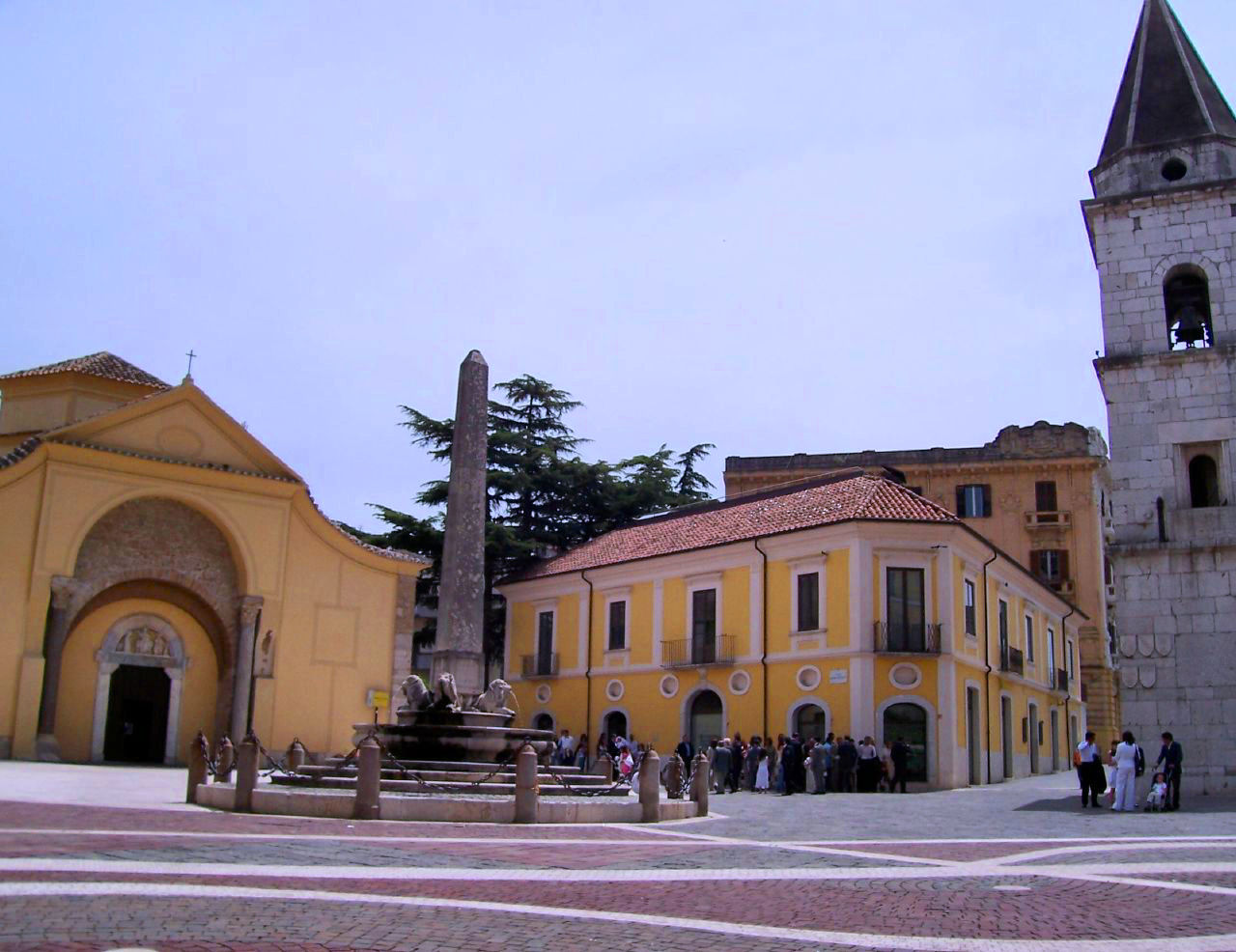
Комплекс церкви Санта-Софія.
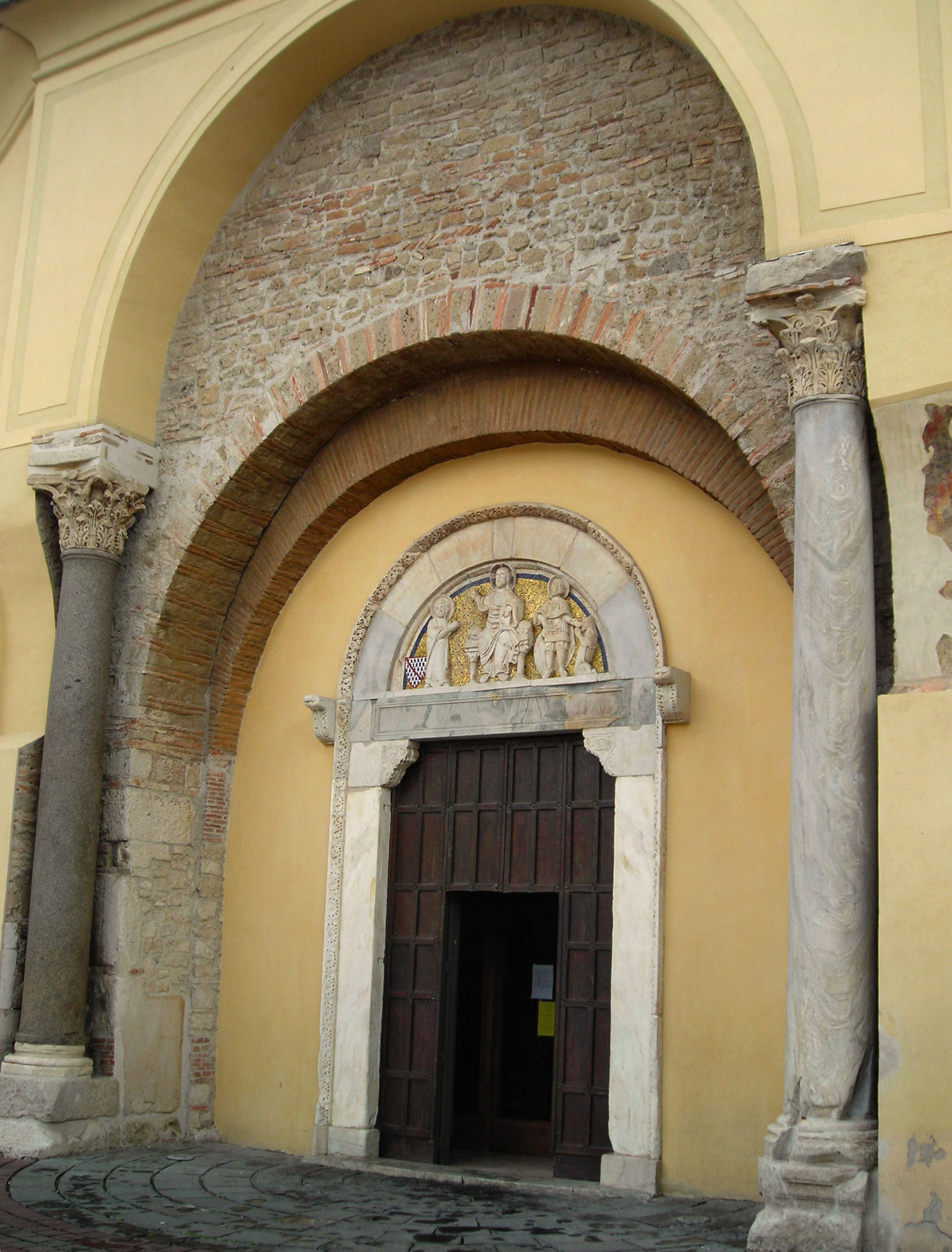
Портал церкви.
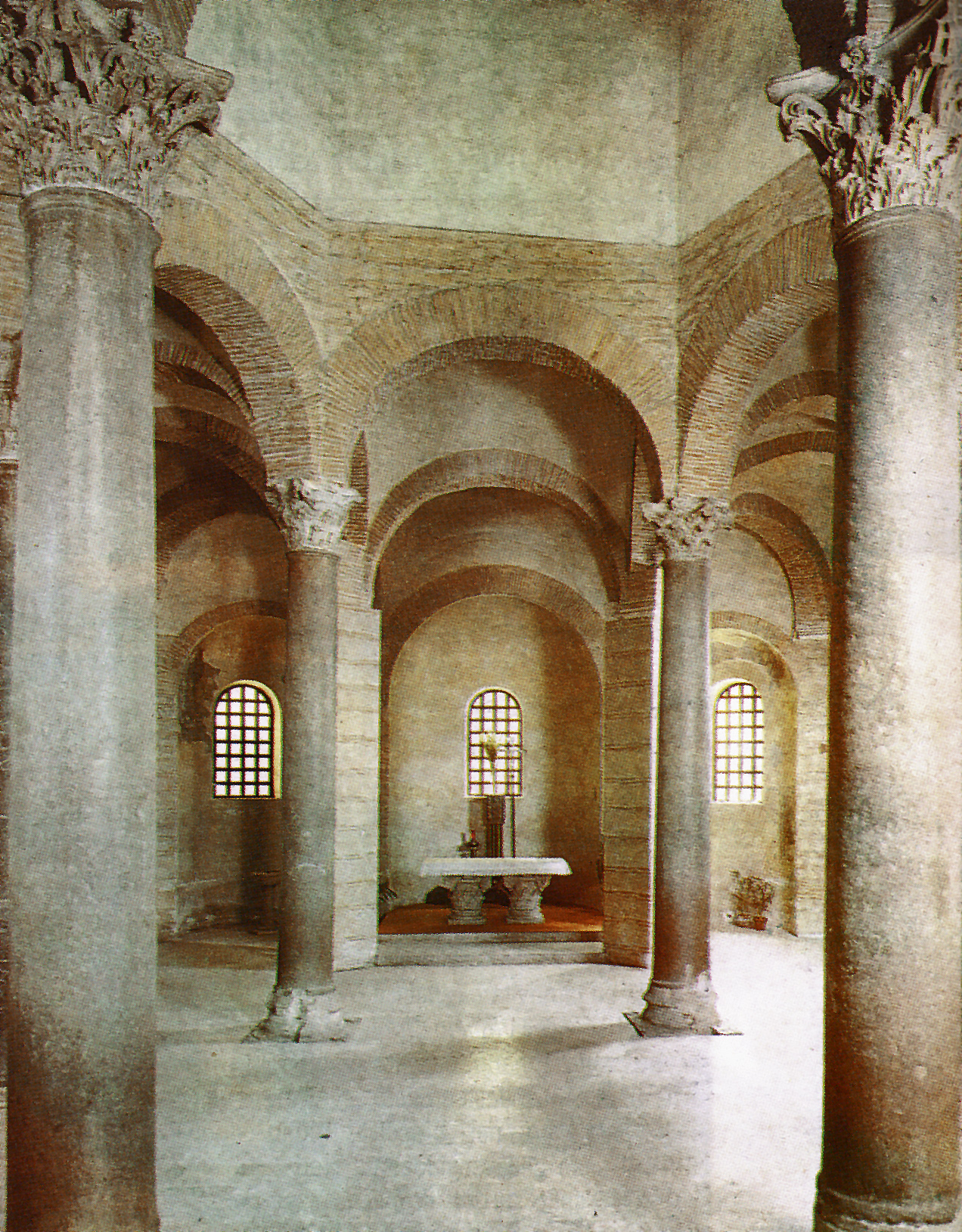
Інтер'єр церкви.
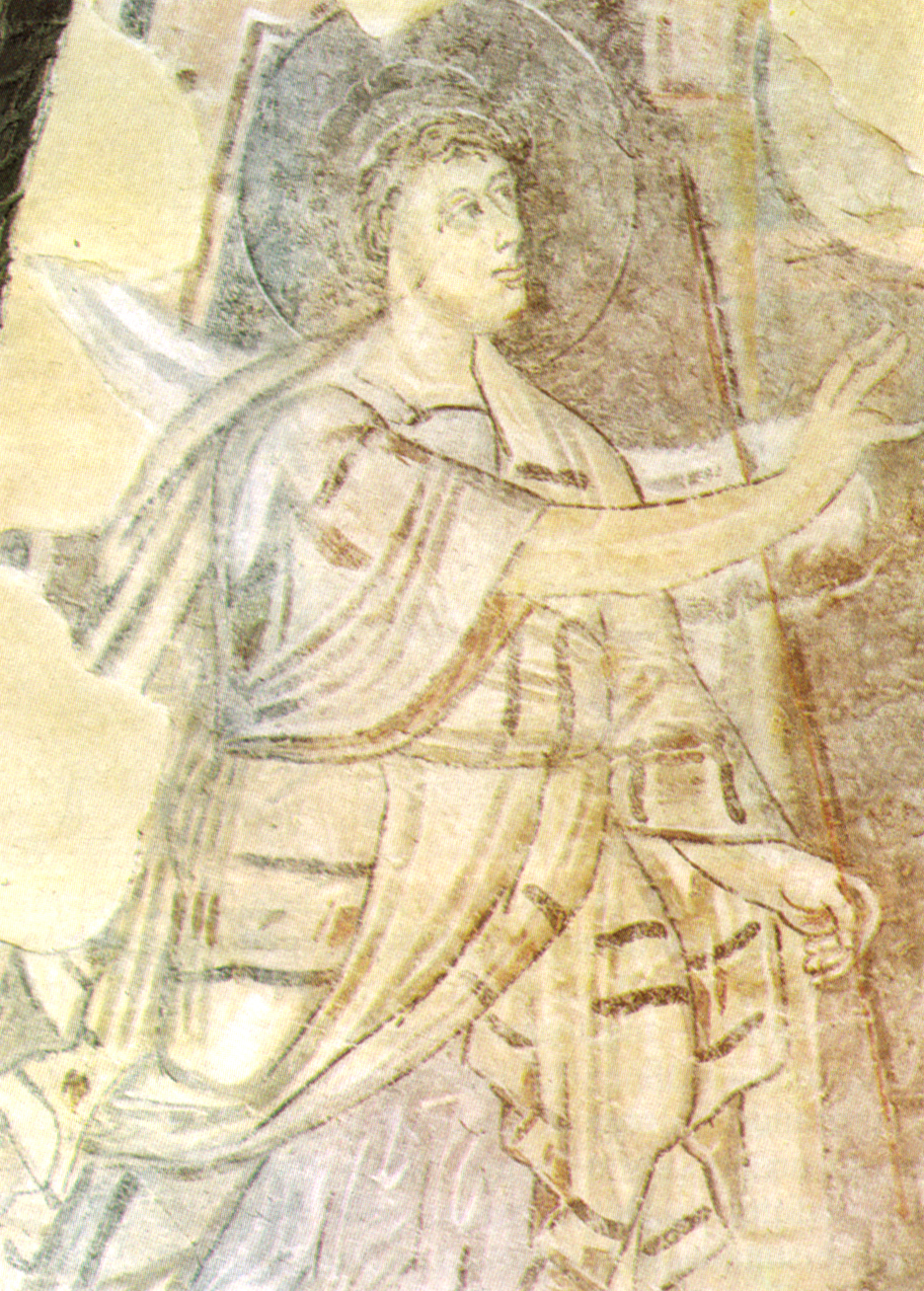
Деталь фрески, "Благовіщення Захарія".

### Монте-Сант-Анджело(провінція Фоджа)
Святилище Архангела Михаїла

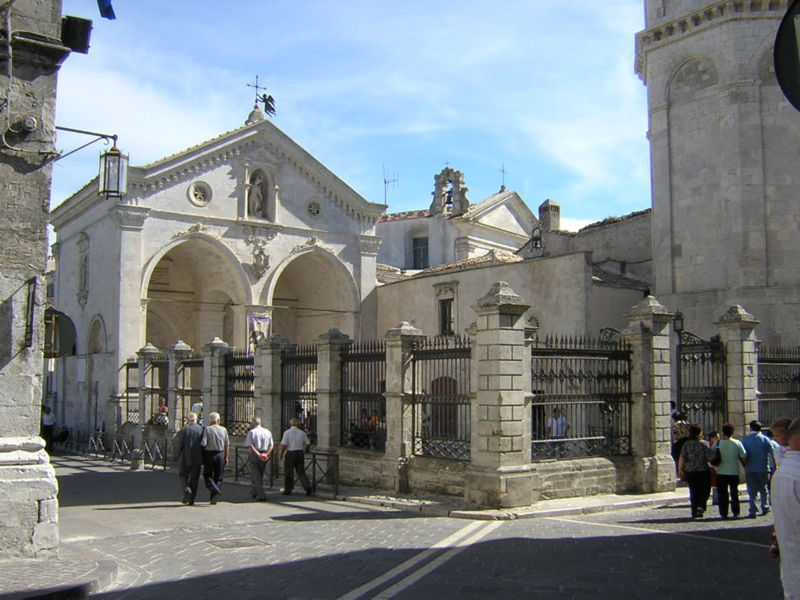
Святилище Архангела Михаїла
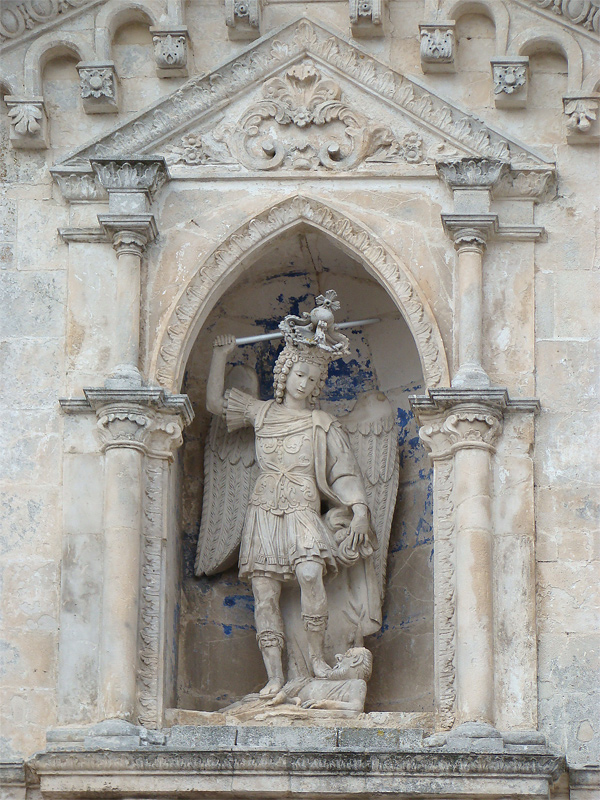
Статуя Архангела Михаїла над входом у святилище
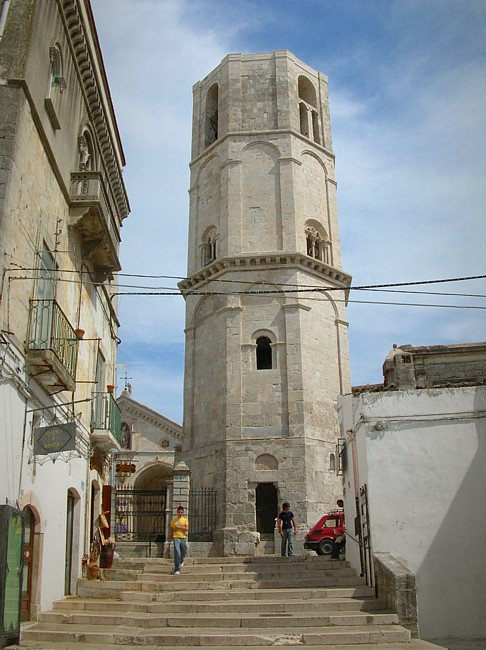
Восьмикутна вежа (кампаніла) святилища
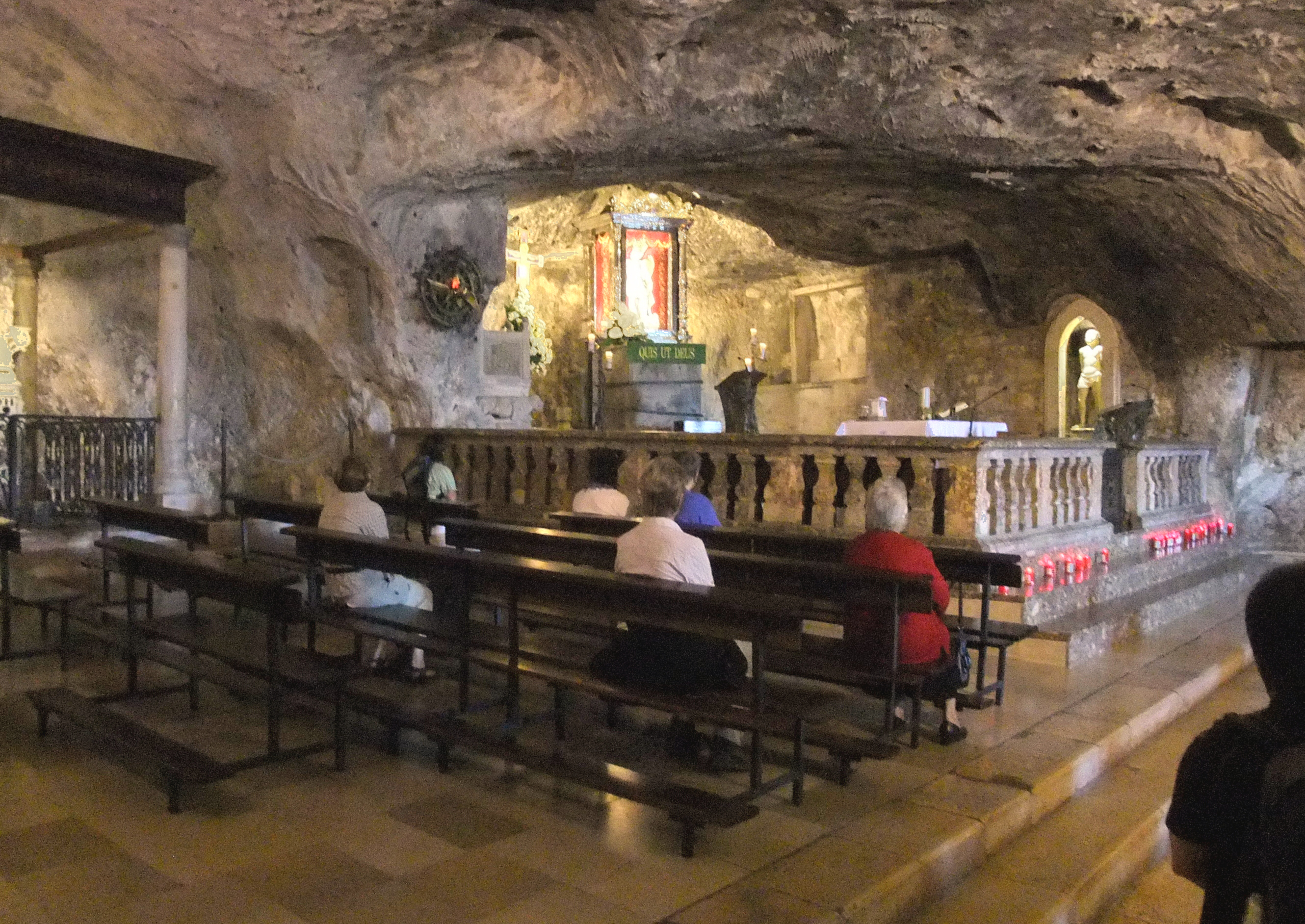
Печера, де за оповіддю з'явився архангел Михаїл